# Europacupen i bandy 1999
Europacupen i bandy 1999 var förlagd till Sverige, men ställdes in.
Vid 1998 års turnering lämnade spelarna i ryska HK Vodnik planen då det stod 5-5 mot svenska Västerås SK, och Västerås SK tilldömdes segern medan HK Vodnik i december 1998  stängdes av på ett års tid av det ryska bandyförbundet . I oktober 1999 straffades HK Vodnik med 1 000 USA-dollar i böter. HK Vodnik och lagets två tränare och klubben förklarades fortsatt avstängd från internationell bandy fram till årsskiftet 1999-2000 och kunde inte delta i World Cup 1999. Även Västerås SK fick böta, då man använt en spelare för mycket under turneringen. Västerås SK valde att dra sig ur turneringen, och avsade arrangörskapet. Svenska Bandyförbundet gick på samma linje och motionerade till internationella bandyförbundet. Norge föreslog en Europacup i serieform med två grupper .
Turneringen var dock tillbaka år 2000.